# Chathameilanden
De Chathameilanden (Moriori: Rekohu, Maori: Wharekauri) zijn een tot Nieuw-Zeeland behorende eilandgroep die rond 800 km ten oosten van het Zuidereiland in de zuidelijke Grote Oceaan ligt.

## Geschiedenis
Uit Europees gezichtspunt werden de eilanden in 1791 ontdekt door luitenant W.R. Broughton, die de naam van zijn schip Chatham aan de eilanden gaf. De oorspronkelijke bewoning gaat daarentegen 800 tot 1000 jaar terug. De eilanden zijn het oorspronkelijke thuis van de  Moriori, een Polynesisch volk dat gemeenschappelijke wortels heeft met de Maori.
Op 19 november 1835 landden 500 Maori's op de eilanden, velen gewapend met geweren, knuppels en bijlen. Op 5 december volgden nog eens 400 Maori's. Daar vermoordden zij honderden Moriori's, de overige bewoners werden onderworpen en als slaven behandeld. Als zij probeerden te vluchten, werden ze gedood. De veroveraars beschouwden dit als de gewoonste zaak van de wereld, want geheel in overeenstemming met hun traditionele gebruiken.
In 2018 woonden er 663 mensen, van wie 93% op het hoofdeiland. De bevolking is nog voor 58% van Maorisch/Polynesische oorsprong. De mensen leven er van schapenteelt, visvangst, het kweken van langoesten en toerisme (ca. 5000 bezoekers per jaar).

## Geografie
De archipel bestaat uit een relatief groot eiland dat Chatham Island heet, zuidelijk daarvan Pitt Island en daar omheen nog een half dozijn kleinere eilanden waarvan South East Island en Mangere Island de grootste zijn.
De eilandengroep ligt op een uitgestrekte ondiepte ten oosten van het Zuidereiland die gedurende het Krijt nog droog lag.
Er heerst een gematigd zeeklimaat, de gemiddelde zomertemperatuur is 18 °C en die van de winter 9 °C, met veel wind, bewolking en regen.
Op de eilanden komen een groot aantal endemische planten en dieren voor, zoals de magentastormvogel, de chathamalbatros, de chathamscholekster, de chathammangrovezanger en de chathamduif.

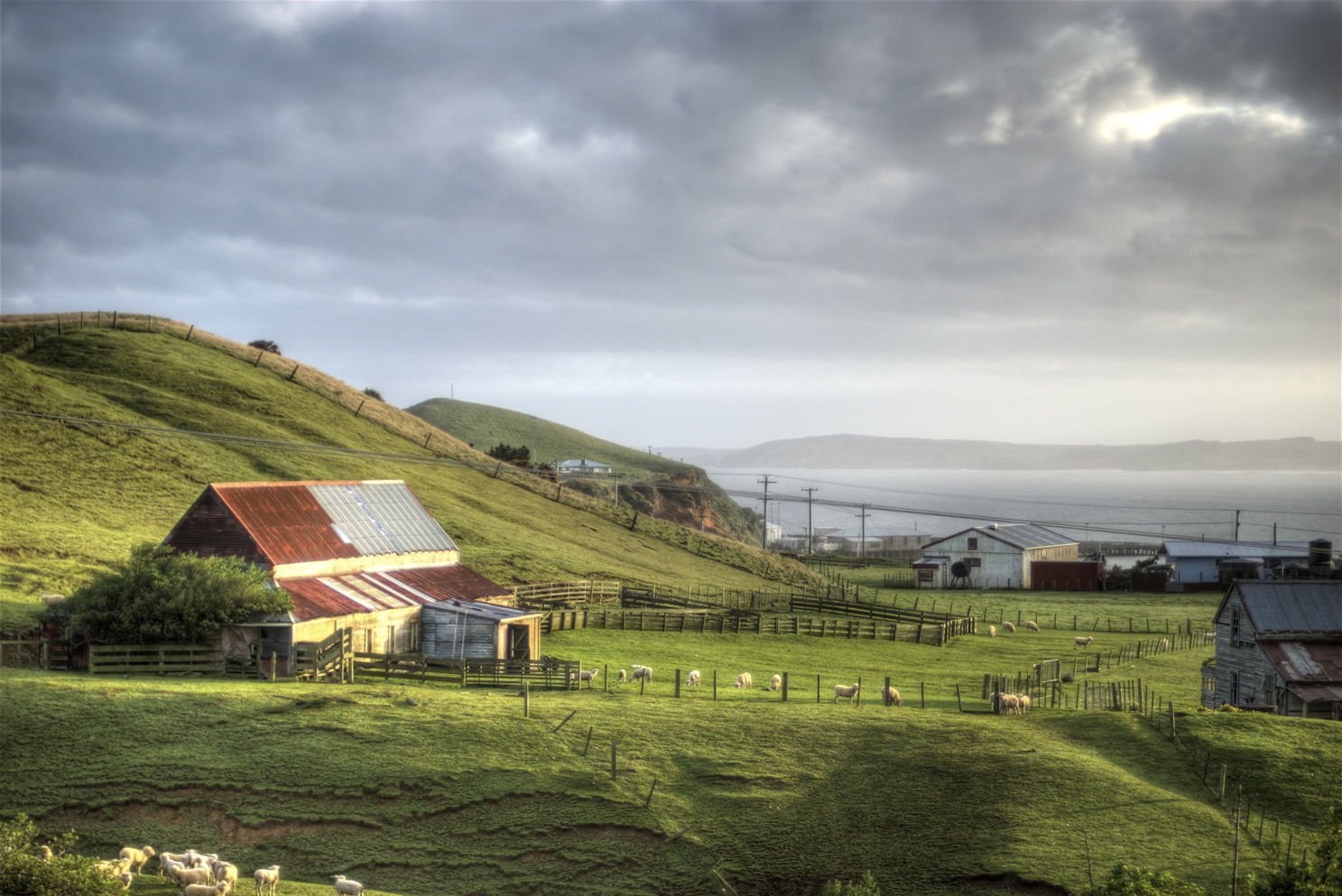
Ochtend op Chathameiland (foto september 2007)